# Ангел Димитров (цирков артист)
Вижте пояснителната страница за други личности с името Ангел Димитров.
Ангел Димитров Иванов или само Ангел Димитро̀в е български цирков артист, режисьор и педагог.

## Биография
Роден е на 24 февруари 1890 г. в София. Ученик е на Петър Панайотов. От 1903 г. е част от неговия цирк „Българско знаме“. Изявява се в цирковите жанрове акробатика, гимнастика, дресура, еквилибристика, клоунада. Ръководител е на трупа, в която участват шестте му дъщери. През 1909 г. заедно с Асен Първанов и Георги Пенчев създава цирк „България“. През 1912 г. заедно с Никола Димитров-Пощата създава цирк „Танго“, а през 1918 г. в София основава стационарен цирк „България“. От 1933 до 1948 г. е част от трупата на основания от Лазар Добрич, Кирил Михайлов и от него цирк „Роял–Добрич“. Умира на 7 април 1965 г. в София.